# Рогачевсько-Жлобинська операція
Рогачевсько-Жлобінська наступальна операція — фронтова операція військ правого крила Білоруського фронту (з 24 лютого 1944 року 1-го Білоруського фронту — командуючий генерал армії К. К. Рокоссовський), проведена в період 21—26 лютого 1944 року, з метою знищити основні сили німецької 9-ї армії групи армій «Центр» (генерал-фельдмаршал Е. Буш) в районі: Новий Бихов, Жлобин, Рогачов та створення сприятливих умов для наступу на Бобруйському напрямку. У ході Рогачевсько-Жлобінської операції радянські війська завдали поразки противнику, ліквідували його плацдарм на лівому березі Дніпра (площею до 400 км²), форсували Дніпро і захопили плацдарм (62 км по фронту і до 30 км в глибину) на його правому березі, який зіграв велику роль у Бобруйській операції 1944 року.

## Підготовка
Німецькі війська займали підготовлену оборону (2 оборонні смуги). Рогачов і Жлобин були перетворені на сильні вузли опору.
До Рогачевсько-Жлобінської операції залучалися 3-тя армія, частина сил 50-й і 48-ї армій, 16-та повітряна армія. Головна роль в операції відводилася 3-ї армії (генерал-лейтенант О. В. Горбатов), яка, форсувавши по льоду річку Дніпро, повинна була ударом в обхід Рогачова з півночі оволодіти містом і надалі розвивати наступ на Бобруйськ.

## Хід операції
21 лютого в районі Рогачова війська 3-ї армії перейшли в наступ. Успіх радянським військам забезпечив несподіваний маневр: атака була розпочата не після артилерійської підготовки, а одночасно з нею. Коли був даний сигнал до артпідготовки, радянські частини в темряві подолали заплаву Дніпра, підійшли до його правого крутого берега і до початку активних бойових дій були вже в так званому «мертвому просторі», недосяжному для вогню ворога.
До десятої години ранку передній край противника з двома-трьома траншеями і декількома населеними пунктами на березі річки майже всюди був зайнятий радянськими військами. У деяких місцях вони просунулися на два-три кілометри. Особливо наполегливо ворог бився за село Кистені, перетворене в сильний опорний пункт з круговою обороною. За перший день бою був захоплений плацдарм в чотирнадцять кілометрів по фронту і до п'яти кілометрів в глибину. Але тактична оборона противника через відставання артилерії ще не була прорвана.
Зведений загін лижників (штрафбат) дійшов до Рогачова і почав діяти по тилах супротивника. На південний схід від Старого Села лижники перекрили всі дороги, що йдуть від Рогачова на Мадори і Бихов, в тому числі і залізницю Могильов — Рогачов, тим самим позбавивши німців шляхів відходу і підтягування резервів.
На другий день наступу, 22 лютого, радянські війська взяли під контроль населені пункти Желіховка, Двойчани, Осинівка, Олександрівка, Мадора. Біля Старого Села 41-му стрілецькому корпусу 3-ї армії вдалося встановити зв'язок зі зведеним лижних загоном. 22 лютого почали наступ лівофлангові з'єднання 50-ї армії.
На третій день наступу, 23 лютого, радянські війська прорвали тактичну оборону ворога. Частини 80-го стрілецького корпусу зі складу 50-ї армії вранці оволоділи станцією Тощиця. 40-й і 41-й стрілецькі корпуси 3 армії вийшли до річки Друть і на підступи до Рогачова з північного сходу і південного сходу відповідно. 120-та гвардійська стрілецька дивізія 41-го корпусу зав'язала бій за місто.
Командування групою армій «Центр» підтягнуло до міста 5-ту танкову дивізію і частину сил 4-ї танкової дивізії, з-під Вітебська перекинуло 20-ту танкову дивізію. Війська 3-ї армії, відбивши контратаки противника, 24 лютого нічним штурмом звільнили Рогачов. 40-й корпус захопив невеликий плацдарм за річкою Друть і втримав його. 41-й корпус захопив два невеликих плацдарми біля Рогачова, але в результаті сильних контратак противника змушений був їх залишити. Війська армії південніше Рогачова ліквідували ворожий плацдарм на лівому березі Дніпра і вийшли на підступи до Жлобина.
50-та армія в ході запеклих боїв оволоділа невеликим плацдармом на своєму лівому фланзі. 80-й корпус підійшов до Нового Бихова на західному березі Дніпра і, з'єднавшись там з дивізією 50-ї армії, вийшов на рубіж Істопки, Горох, Довгий Лог, Червоний Берег, повів бій за Хомичі.
Того ж дня в Москві був проведений салют на честь радянських військ, які визволили місто Рогачов.
25 лютого, незважаючи на рішучі дії радянських з'єднань, вони понесли значні втрати, і не тільки не мали успіху, але й залишили південну околицю села Озеране. Опір противника посилився. І командувач армією, ввечері на зібраній нараді після доповідей начальників розвідувального та оперативного відділів і висновків начальника штабу ухвалив рішення перейти до оборони на всьому фронті. Але з цим рішенням не був згоден командувач фронтом К. К. Рокоссовський, який категорично вимагав продовжувати наступ на Бобруйськ. погодилася з рішенням командувача 3-ю армією, підтвердивши його 26 лютого. Радянські війська припинили наступ і перейшли до оборони.

## Підсумки операції
Таким чином завершилася Рогачевсько-Жлобінська операція, що проходила з 21 по 26 лютого 1944 року. Радянські війська форсували Дніпро, прорвали укріплену оборонну смугу противника, захопили вигідний в оперативному відношенні плацдарм розміром шістдесят два кілометри по фронту і до тридцяти кілометрів в глибину. Радянські війська очистили від ворога плацдарм на східному березі Дніпра. Звільнили місто Рогачов, перерізали залізничну лінію Жлобин — Могильов, захопили плацдарм на річці Друть. В ході боїв знищено понад вісім тисяч ворожих солдатів і офіцерів, велика кількість техніки.
Чисельність військ Білоруського фронту до початку операції — 232 000 осіб. Людські втрати в операції: безповоротні — 7164 осіб (3,1 %), санітарні — 24 113 осіб, всього — 31 277 осіб, середньодобові — 5213 осіб. За бойові відзнаки 13 з'єднань і частин отримали почесні найменування «Рогачовські».